# Rendez-vous avec Paris
Pour plus de détails, voir Fiche technique et Distribution.
Rendez-vous avec Paris est un court métrage français réalisé en 1954 par Bernard Borderie,.

## Thème
- Des personnages font la fête dans Paris by Night.

## Fiche technique
- Réalisateur : Bernard Borderie
- Photographie : Jacques Lemare
- Musique : Guy Lafarge
- Société de production : Sigma
- Affichiste : C. Finel
- Pays :  France
- Format :  Noir et blanc - 1,37:1 - 35 mm - Son mono
- Genre : Comédie
- Durée : 46 minutes[3]
- Date de sortie :	
  - France : 1954
- Visa de censure français N° 13510 du 12-5-1954 (Interdit aux moins de 16 ans)

## Distribution
- Roger Tréville
- Arlette Merry
- Josette Arno
- François Marie
- Franck Daubray
- Raymond Bussières
- Paul Azaïs